# دان فوجلر
دان فوجلر (بالإنجليزية: Dan Fogler)‏ مواليد 20 أكتوبر 1976 في بروكلين، نيويورك، الولايات المتحدة، هو ممثل أمريكي.

## الأعمال

### أفلام
- حظا سعيدا تشاك (2007) (بدور: ستو)
- بولز أوف فيوري (2007)
- هورتن يسمع هووو! (2008)
- كونغ فو باندا (2008)
- ميلو ورحلة الإنقاذ (2011)
- الطيور الحرة (2013)
- تقرير أوروبا (2013)
- قاتل بالكاد (2015)
- وحوش مذهلة وأين تجدها (2016)

### مسلسلات
- أميريكان داد! (2009)
- الدجاجة الآلية (2011)
- هانيبال (2013)
- ذا غود وايف (2015)

## الجوائز
- جائزة توني
- جائزة دراما ديسك

## وصلات خارجية
- دان فوجلر على موقع IMDb (الإنجليزية)
- دان فوجلر على موقع ألو سيني (الفرنسية)
- دان فوجلر على موقع أول موفي (الإنجليزية)
- دان فوجلر على موقع بوكس أوفيس موجو (الإنجليزية)
- دان فوجلر على موقع قاعدة بيانات برودواي على الإنترنت (الإنجليزية)
- دان فوجلر على موقع قاعدة بيانات الأفلام السويدية (السويدية)
- دان فوجلر على موقع ديسكوغز (الإنجليزية)
- دان فوجلر على موقع قاعدة بيانات الفيلم (الإنجليزية)
- دان فوجلر على موقع كينوبويسك (الروسية)
- الموقع الرسمي